# سارا بيري
سارا بيري (بالإنجليزية: Sarah Perry)‏‏ (28 نوفمبر 1979 في تشيلمسفورد -  ) صحفية، وروائية من المملكة المتحدة.

## الجوائز
- زميل في الجمعية الملكية للأدب